# 迈绍斯
迈绍斯是德国莱茵兰-普法尔茨州的一个市镇。总面积5.66平方公里，总人口917人，其中男性464人，女性453人（2011年12月31日），人口密度162人/平方公里。